# Catherine Coulson
Catherine Elizabeth Coulson (Ashland, 22 de octubre de 1943 - 28 de septiembre de 2015) fue una actriz y productora estadounidense.
Participó en varias películas y en la serie de televisión Twin Peaks de David Lynch. Estuvo casada con Jack Nance desde 1968 hasta 1976 y luego se casó con Marc Sirinsky.
Falleció el 28 de septiembre de 2015 a los 71 años, de cáncer.

## Filmografía
- 1982, Trick or Treats
- 1991, Another You
- 1991, Femme Fatale
- 1992, Twin Peaks, Margaret Lanterman (serie de televisión)
- 1992, Ring of the Musketeers (serie de televisión)
- 1995, The Four Diamonds
- 2009, Calvin Marshall
- 2012, Walk-In
- 2013, Redwood Highway
- 2017, Twin Peaks, Margaret Lanterman (serie de televisión)